# Proshermacha villosa
Proshermacha villosa is een spinnensoort uit de familie Anamidae. De wetenschappelijke naam van de soort werd voor het eerst geldig gepubliceerd in 1918 door Rainbow & Pulleine.